# Rentonellum apterum
Rentonellum apterum là một loài bọ cánh cứng trong họ Trogossitidae. Loài này được Crowson miêu tả khoa học năm 1966.